# امپراتوری پرتغال
امپراتوری پرتغال (پرتغالی: Império Português) یا امپراتوری ماورای دریاهای پرتغال (پرتغالی: Portuguese Overseas Empire)، امپراتوری در آغاز دوران مدرن بود که مستعمرات زیادی در آمریکای جنوبی، آفریقا و جنوب شرقی آسیا داشت.

## اولین پادشاهی فرا قاره‌ای
امپراتوری پرتغال، اولین امپراتوری مدرن جهانی دنیا است یا به عبارتی اولین امپراتوری استعماری جهان است. اولین امپراتوری فرا قاره‌ای دنیا است که به دلیل برخورداری از کشتی‌های بزرگ بادبانی قادر بوده‌است در قاره اروپا-غرب آفریقا-شرق آفریقا-آسیا-آمریکای لاتین استقرار پیدا کند. اولین استعمارگران مسیحی هستند که در جنوب ایران و در جزایر خلیج فارس (هرمز) مستقر شدند. طولانی‌ترین استعمارگر مدرن برای شش قرن حضور استعماری از ۱۴۱۴ تا ۲۰۰۲ که به آخرین مستعمره خود یعنی تیمور شرقی استقلال داد. دریانوردان پرتغالی ابتدا در سال ۱۴۱۹، سواحل غرب آفریقا را درنوردیدند. در سال ۱۴۸۸، دماغه امید نیک را پیمود در سال ۱۴۹۸، واسکو دو گاما به هند رسید.

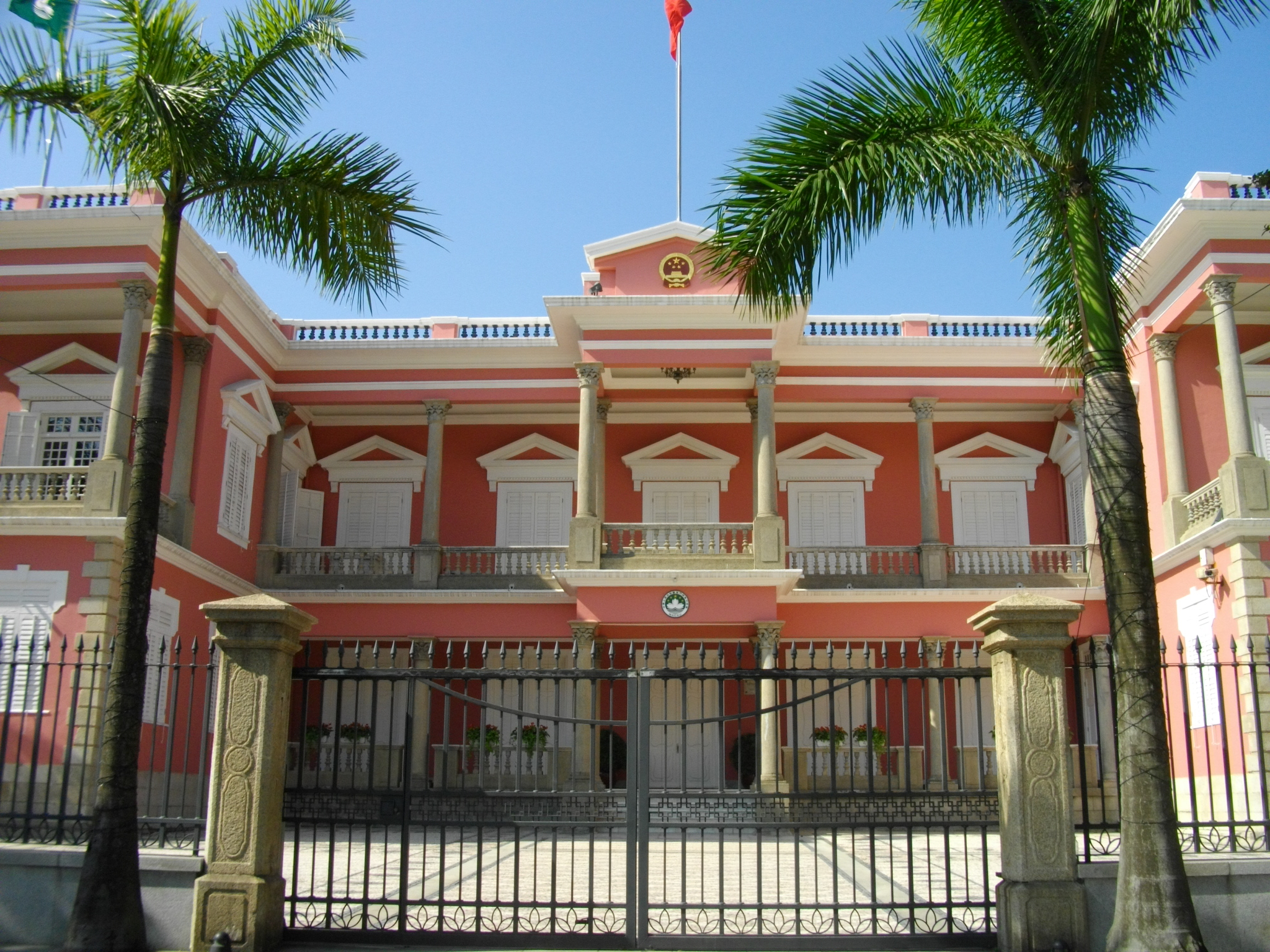
The former Palace of the Governors of Portuguese Macau.

## ورود استعمار پرتغال به خلیج فارس

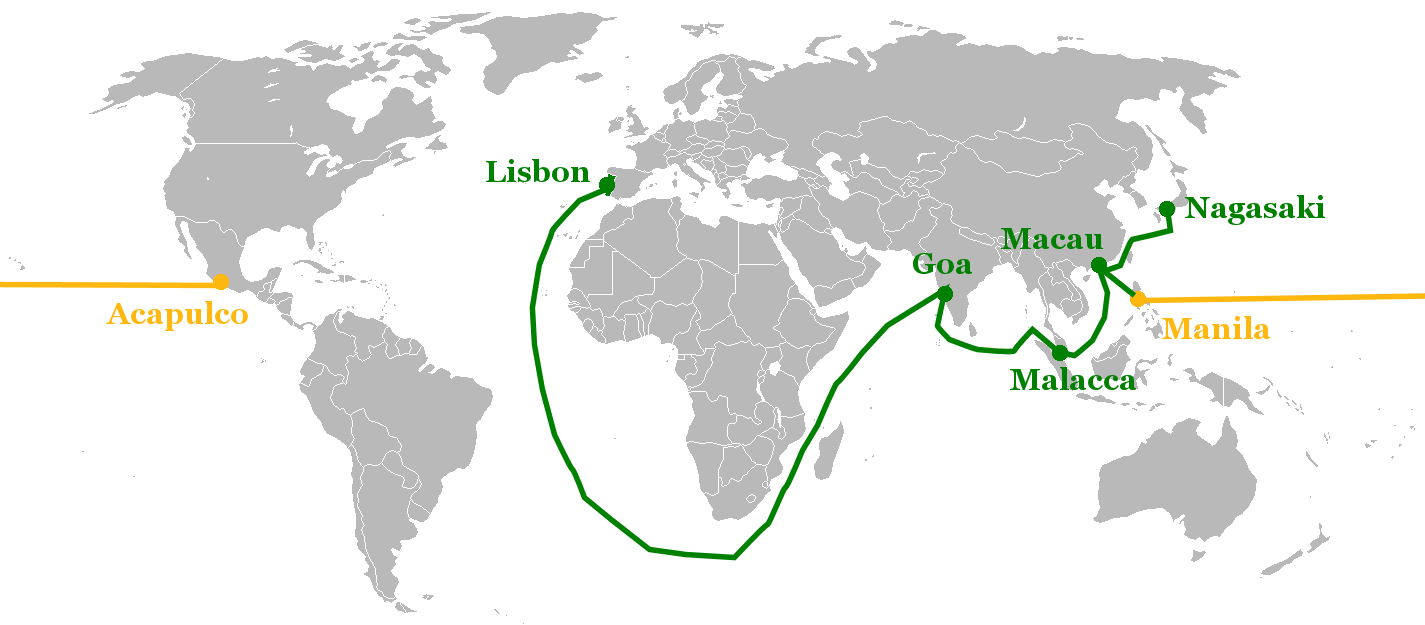
راه تجاری لیسبون به ناگازاکی (سبز) و مسیر اسپانیایی مانیل (زرد) (سده‌های ۱۶ تا ۱۷)

سال ۱۴۹۸، واسکو دو گاما با عبور از جنوب و شرق آفریقا  به سوی هند روانه شد و گزارشی مفصلی از اهمیت هند به دربار پرتغال فرستاد.

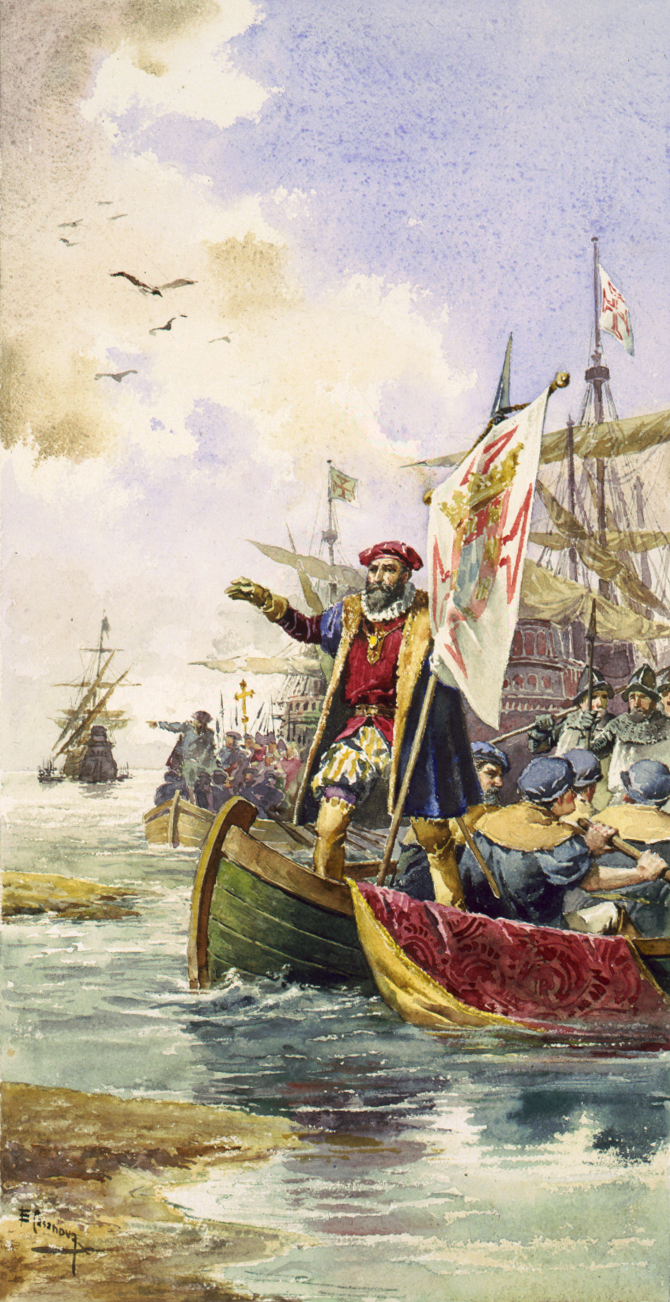
واسکو دو گاما در حال رسیدن به ساحل کالیکوت، ۲۰ می ۱۴۹۸.

پرتغالی‌ها، اولین استعمارگرانی بودند که از غرب اروپا به خلیج فارس وارد شدند. پرو دی کوویل‌ها در ۱۴۸۹ (احتمالاً ۱۴۹۸) از هرمز گزارشی فرستاد و آلبوکرکی در ۱۵۰۷ هرمز را اشغال نمود. از سال ۱۵۰۷ تا ۱۶۲۲ پرتغالی‌ها در خلیج فارس به تجارت مشغول بودند اما به‌تدریج آن‌ها بر جمعیت و حوزه کاری خود افزودند و در خلیج فارس استحکامات نظامی ایجاد کردند و بدنبال آن کاتولیک‌ها روانه خلیج فارس شدند. آن‌ها در سال ۱۵۱۵، نظر موافق شاه عباس کبیر را برای در اختیار گرفتن هرمز کسب کردند و در قرارداد میناب در ۱۵۲۳، این توافق رسمی شد و قرار شد بحرین، قطیف و سواحل شمالی عربستان در اختیار ایران قرار گیرد. در سال ۱۵۲۱ به دلیل مخالفت بحرین با حاکم هرمز، بحرین به تصرف پرتغال درآمد اما ایرانی‌ها آن‌ها را از بحرین بیرون کردند. پرتغالی‌ها از قدرت صفوی‌ها در بصره نگران بودند و علی‌رغم روابط تجاری با بصره جرات ورود و ایجاد پایگاه در بصره را پیدا نکردند و در عوض به هرمز و گمبرون توجه نشان دادند.

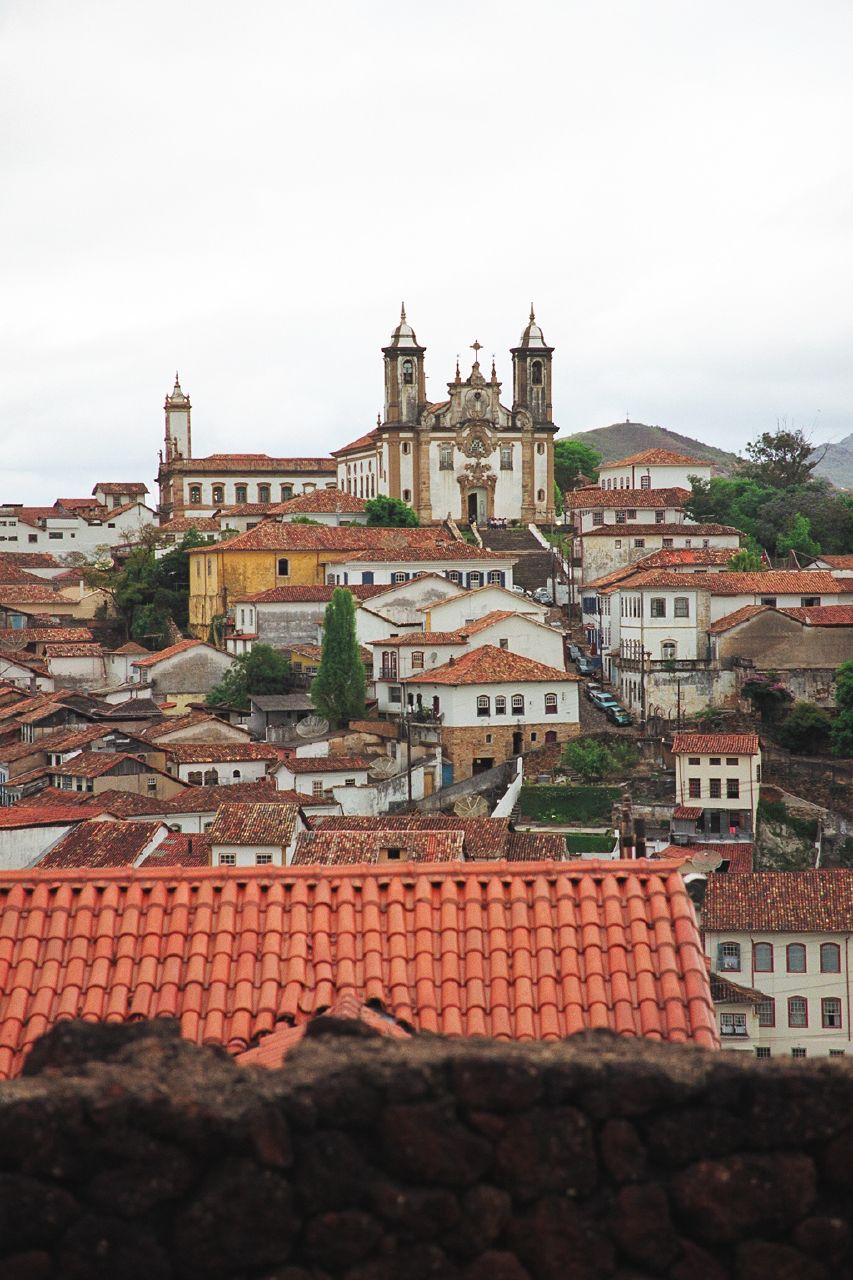
اورو پرتو، 18th century colonial city in میناس گرایس، Brazil.

## فتح هرمز

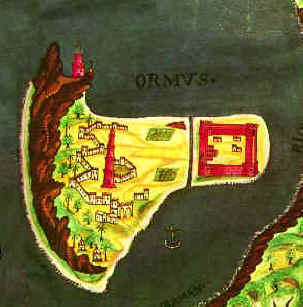
نقشه پرتغالی هرمز، سده ۱۷

پادشاه پرتغال، مانوئل یکم خود را امپراتور پرتغال-شرق آفریقا-پارس می‌دانست. پرتغالی‌ها سراسر شرق آفریقا تا مالاگا را در تصرف داشتند و حتی بخشی از هند و چین را نیز در اختیار داشتند و بزرگترین امپراتوری قرن شانزدهم جهان بودند. پرتغالی‌ها می‌خواستند که بر تجارت آفریقا و آسیا سلطه داشته باشند. آن‌ها سال ۱۵۰۷، سکوترا را تصرف کردند و سپس هرمز را در اختیار گرفتند.

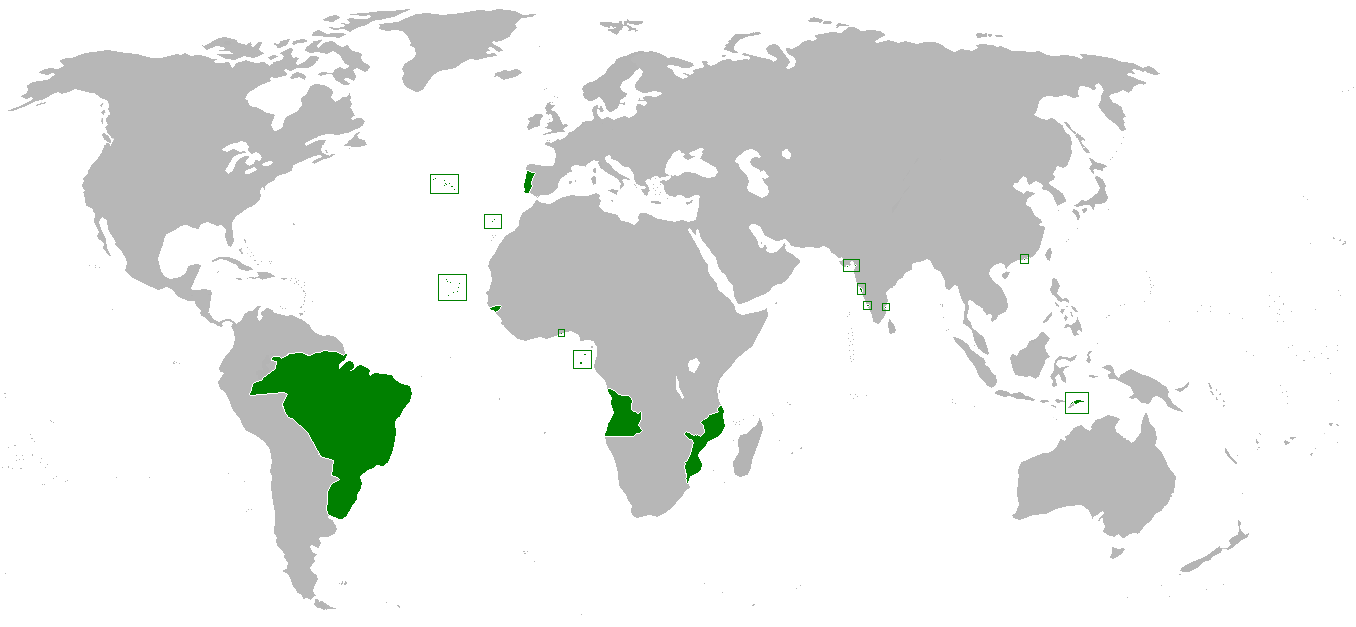
امپراتوری پرتغال در سال ۱۸۲۲.

## بحرین
تصرف بحرین با کمک امیر هرمز و یک فرمانده به نام دریابیگی، رئیس خرافو انجام شد و با کشته شدن مقرن ابن زبیل حاکم بحرین، خلافت آل جابر پایان یافت. مقرن که تابع هرمز بود ولی از پرداخت مالیات به امیر هرمز سرباز زد و بدین وسیله مجازات شد. پرتغالی‌ها به وسیلهٔ امیر هرمز، بحرین را تابع خود نمودند.

The Pink Map – Portugal's claim of sovereignty over the land between آنگولای پرتغال and پرتغالی‌های موزامبیک

بحرینی‌ها همگی شیعه بودند در حالیکه هرمز سنی بود و این مایه اختلاف و دردسر بود. بر اساس نوشته‌های بلگریو در یک مورد شورشیان فرماندار هرمز را به صلیب کشیدند.

## چگونگی فتح هرمز

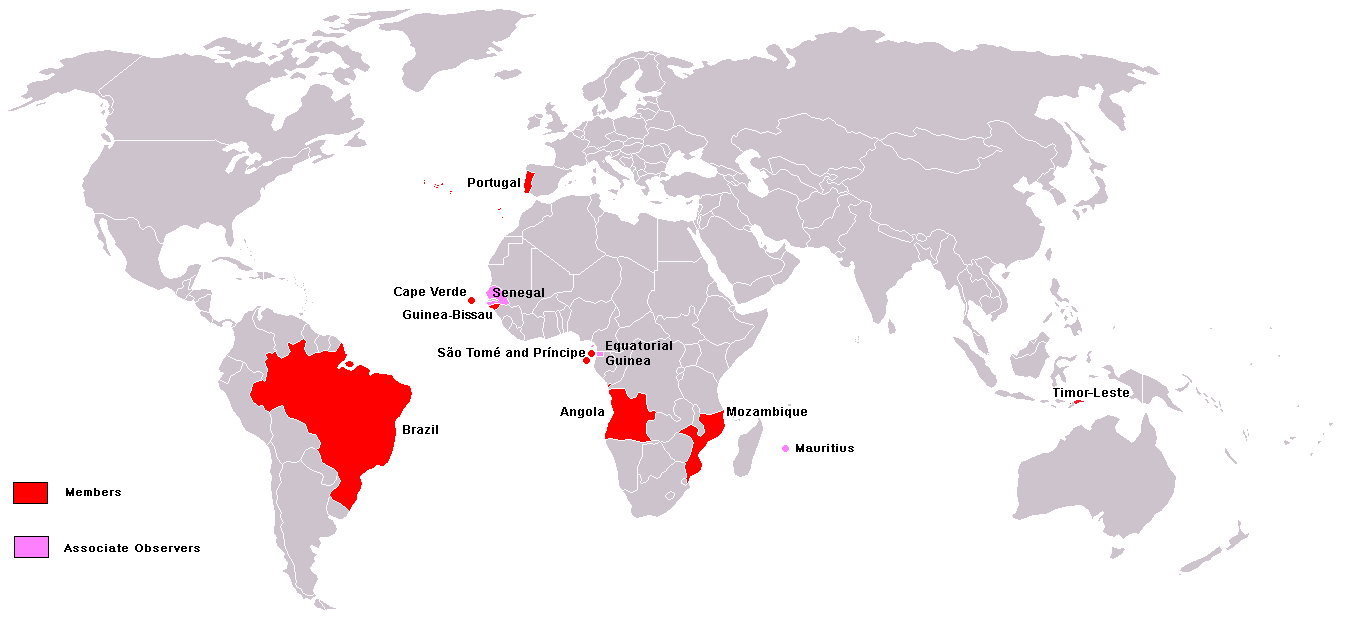
اعضای انجمن کشورهای پرتغالی‌زبان

۲۱ آوریل سال ۱۶۲۲ سپاه ایران جزیره هرمز را از بزرگترین امپراتور قرن باز پس گرفت و جایگاه خود را در جهان در فهرست ابرقدرتهای قرن شانزدهم ثبت کرد. انگلیسی‌ها نیز ۴ کشتی خود را با خدمه فنی در اختیار ارتش امام قلی خان گذاشتند. آلبوکرک (پرتغالی) اعتقاد داشت هر کشوری که سه نقطه مالاگا- عدن و هرمز را در اختیار داشته باشد بر تجارت دنیا حاکم خواهد بود. اهمیت هرمز آنقدر بود که استعمارگران انگلیسی را نیز به طمع انداخته بود. سپاه ایران به دلیل شکایت‌های ایرانیان گمبرون قصد تنبیه پرتغالی‌ها در خلیج فارس کرد و نه تنها جزیره هرمز را آزاد ساخت بلکه پرتغالیها را تا مومباسا درکنیا مجبور به عقب‌نشینی کرد؛ و این مقدمه‌ای برای شکست‌های پی در پی پرتغال در شرق آفریقا. شد و با حمایت شاه ایران، امام مسقط موفق شد قلعه عظیم ممباسا را در جنگ خونینی که به جنگ صلیبی ممباسا معروف است تصرف کند. ایران تا سال ۱۸۲۰ پرچمدار تمام خلیج فارس و دریای عمان و دریای فارس شد. انگلیس‌ها که از شکست پرتغال خرسند بودند و به قدرت ایران اعتراف داشتند و ایران را تنها رقیب قدرتمند عثمانی‌ها می‌دانستند. حتی درعهدنامه مجمل ۱۸۰۹ و عهدنامه مفصل ۱۸۱۲ مجمل و مفصل زمانی که انگلیس به عنوان ابرقدرت جهان ظهور می‌کرد حاکمیت ایران را بر کل خلیج فارس به رسمیت شناخت.
در کتاب تاریخ عالم آرای عباسی چنین آمده‌است:
از فتوحات (پیروزی‌هایی) که درین سنه مبارکه مطابق احدی و ثلثین و الف(۱۰۳۱ قمری) به نیروی اقبال قرین حال اولیا دولت بی زوال گردید، فتح و تسخیر بلده هرمز است که بسعی امامقلیخان امیر الامرا فارس بوقوع پیوست… و در سال گذشته اشعاری شد (آن پیروزی به شعر درآورده شد) که بنابر ظهور بی‌ادبی‌های فرنگیه پرتکالیه مقیم آنجا… امیر الامرا مذکور لشکر بتادیب (مجازات) ایشان فرستاده خود نیز متعاقب رفت… در این وقت که فرنگیه پای از دایره ادب بیرون نهاده به اموری که بتحریر پیوست اقدام نمودند… جماعت انگلیسی را اخبار نموده ایشان نیز بر حسب وعده آماده خدمت شدند. القصه امام قلی خان شجاعت شعار با جنود قاهره فارس متوجه آن صوب (سوی) گشته خود در بندر گمبرو که الیوم به بندر عباسی موسوم است اقامت کردند و افواج قاهره (سپاهیان پیروزمند) از دریا با کشتی‌ها و سفاین عبور نموده داخل جزیره هرمز شدند… القصه بعد از دو ماه و چند روز امتداد ایام محاصره و جنگ و جدال به نیروی دولت و اقبال که همواره قرین حال این دودمان والاست، قلعه رفیع بنیان هرمز که در متانت و حصانت شهره جهان و از کارنامه‌های نادره فرنگیان است، مسخر اولیای دولت ابد پیوند گردید… چون خبر فتح هرمز رسید، جناب خانی (امام قلی خان) مورد تحسین و آفرین شاه (عباس) و سپاه گردید و آن خبر بهجت اثر بر مبارزان قلعه گشای رکاب همایون مبارک و میمون آمده در همان روز قلعه قندهار نیز بتوفیق کردگار مفتوح گشت.. از هر طرف که چشم گشایی نشان فتح… وز هر طرف که گوش نهی مژده ظفر.

## به بیرون
- Portuguese Empire Timeline
- The First Global Village by Martin Page
- The Portuguese and the East (in Portuguese, Chinese, Japanese and Thai) with English introduction.
- Dutch Portuguese Colonial History Dutch Portuguese Colonial History: history of the Portuguese and the Dutch in Ceylon, India, Malacca, Bengal, Formosa, Africa, Brazil. Language Heritage, lists of remains, maps.